# Liolaemus schroederi
Espèce
Statut de conservation UICN

 LC  : Préoccupation mineure
Liolaemus schroederi est une espèce de sauriens de la famille des Liolaemidae.

## Répartition
Cette espèce est endémique du Chili. On la trouve entre 500 et 2 590 m d'altitude.

## Description
C'est un saurien vivipare.

## Étymologie
Cette espèce est nommée en l'honneur de William C. Schroeder.

## Publication originale
- Müller & Hellmich, 1938 : Beiträge zur Kenntnis der Herpetofauna Chiles. XI. Über zwei neue Liolaemus-formen aus der chilenischen Kordillere (Sammlung Schröder). Zoologischer Anzeiger, vol. 122, p. 225-237.